# Coração de Jesus (ort)
Coração de Jesus är en ort i Brasilien.   Den ligger i kommunen Coração de Jesus och delstaten Minas Gerais, i den sydöstra delen av landet, 400 km öster om huvudstaden Brasília. Coração de Jesus ligger 769 meter över havet och antalet invånare är 12 410.
Terrängen runt Coração de Jesus är lite kuperad. Coração de Jesus är det största samhället i trakten.
Omgivningarna runt Coração de Jesus är huvudsakligen savann. Runt Coração de Jesus är det ganska glesbefolkat, med 25 invånare per kvadratkilometer.